# Massacro di Camp Speicher
Il massacro di Camp Speicher, conosciuto anche come massacro di Tikrit, fu una strage commessa il 12 giugno 2014, nel quadro dell'avanzata dell'ISIS all'interno dello Stato dell'Iraq. Venne commessa dai miliziani dell'ISIS dopo aver conquistato la base militare di Camp Speicher, vicino a Tikrit, dove poi uccisero migliaia di soldati. Si è ipotizzato che le vittime del massacro siano state circa 1700 soldati iracheni.
Le vittime accertate furono non meno di 160 reclute dell'Aeronautica militare irachena, sebbene il numero esatto sia ancora imprecisato. Lo Stato Islamico ha rivendicato l'uccisione di 1.700 sciiti, mentre il 17 settembre 2014 il governo iracheno in una dichiarazione ufficiale ha stabilito in 1.095 il numero di perdite.

## Quadro storico
Il 5 giugno 2014 ha avuto inizio quella che sarà poi conosciuta come l'offensiva nell'Iraq settentrionale, un attacco condotto dai militanti dello Stato Islamico, e da gruppi di insorti ad esso allineati, contro il governo federale iracheno, con l'obbiettivo dichiarato di raggiungere Baghdad.
L'offensiva è stata in sostanza la prosecuzione, su vasta scala, degli scontri di minore entità che avevano avuto luogo tra i due schieramenti già a partire dal dicembre 2013.
La tattica estremamente aggressiva delle formazioni attaccanti, composte in larghissima parte da militanti esperti formatisi nei combattimenti avvenuti nei mesi precedenti in Siria, ha permesso allo Stato Islamico di conseguire, durante il mese di giugno, una serie di risultati eclatanti, complice anche il fenomeno, nello schieramento opposto, dei cosiddetti “ghost soldiers”.
- 5 giugno: viene attaccata la città di Samarra, sfruttando la rapidità di movimento delle tecniche[9], con le quali sono velocemente attaccati e sopraffatti numerosi check-point[10], fino a conquistare gli edifici governativi, l'università e due moschee. Solo l'arrivo di rinforzi e l'avvio di attacchi aerei ha consentito di prevenire la completa conquista della città[11].
- 6 giugno: l'ISIS attacca da nord-ovest l'importante città di Mosul (la seconda più popolosa dell'Iraq), entrando rapidamente in possesso della zona occidentale. Le forze dell'ISIS ammontano a circa 1.500 insorti, mentre il governo schiera in zona più di 22.000 militari; nonostante la sproporzione di 15 a 1, le forze governative non riescono a contenere l'avanzata fino al centro della città[12]. Man mano che gli insorti avanzano, aumentano i resoconti di atrocità: vengono descritte impiccagioni e crocifissioni di prigionieri, mentre altri sono arsi vivi sui cofani degli HUMVEE[13].
- 7 giugno: un commando di insorti penetra nell'importante città di Ramadi; qui attacca l'università e, dopo avere soppresso il personale di guardia, tiene in ostaggio circa 1.700 studenti, prima che il contrattacco delle forze governative riesca a ricacciare indietro gli attaccanti[14].
- 8 giugno: mentre gli scontri infuriano a Mosul, l'ISIS riesce a catturare altre importanti zone di territorio ad est, fino ad arrivare quasi a Kirkuk[15], la quale viene abbandonata dall'esercito regolare preso dal panico[16], e subito rioccupata da formazioni di Peshmerga curdi ostili al Califfato[17][18].
- 9 giugno: Mosul cade. Rappresaglie ed atrocità nei confronti degli avversari catturati. Tra l'altro vengono giustiziati 670 sciiti nella prigione di Badush[19][20]. Voci secondo cui l'ISIS si sarebbe impossessata della banca centrale, dalla quale vengono depredati valori per circa 429 milioni di dollari[21], sono state successivamente smentite[22].
- 10 giugno: a seguito della caduta di Mosul, il primo ministro iracheno Nouri Al-Maliki chiede al parlamento l'autorizzazione a decretare lo stato di emergenza nazionale[23], ma i rappresentanti della fazione sunnita ed i curdi si oppongono, temendo un aumento sproporzionato del potere del governo a discapito delle rispettive parti[24].
- 11 giugno: gli insorti attaccano Tikrit, città natale del dittatore Saddam Hussein, e la conquistano la sera stessa[25][26]. L'impatto è gravissimo, anche perché è il secondo capoluogo di provincia a cadere in due giorni[27]. Numerosi detenuti vengono liberati dalle carceri, e confluiscono tra le file dei sostenitori del Califfato[28]. Nel frattempo l'avanzata dell'ISIS prosegue verso la città petrolifera di Baiji, che verrà definitivamente conquistata il giorno 20[17][29].
- 12 giugno: le forze dell'ISIS attaccano la cittadina di Udhaim, situata a meno di 90 km da Baghdad. Gli scontri avvengono in una zona che dista meno di un'ora di macchina dalla capitale.

A questo punto, funzionari del governo iracheno ammettono apertamente che è in corso un “disastro strategico”, e si fanno strada sospetti di connivenze tra ISIS ed alcuni alti ufficiali dell'esercito, di fede sunnita e già appartenenti al partito Ba'th, i quali avrebbero facilitato l'avanzata fulminea dei ribelli.

## La base aerea di Camp Speicher
La base aerea di Camp Speicher, precedentemente conosciuta come COB Speicher nell'ambito delle Forze Armate statunitensi, è un'installazione militare attualmente in uso all'Aeronautica militare irachena.

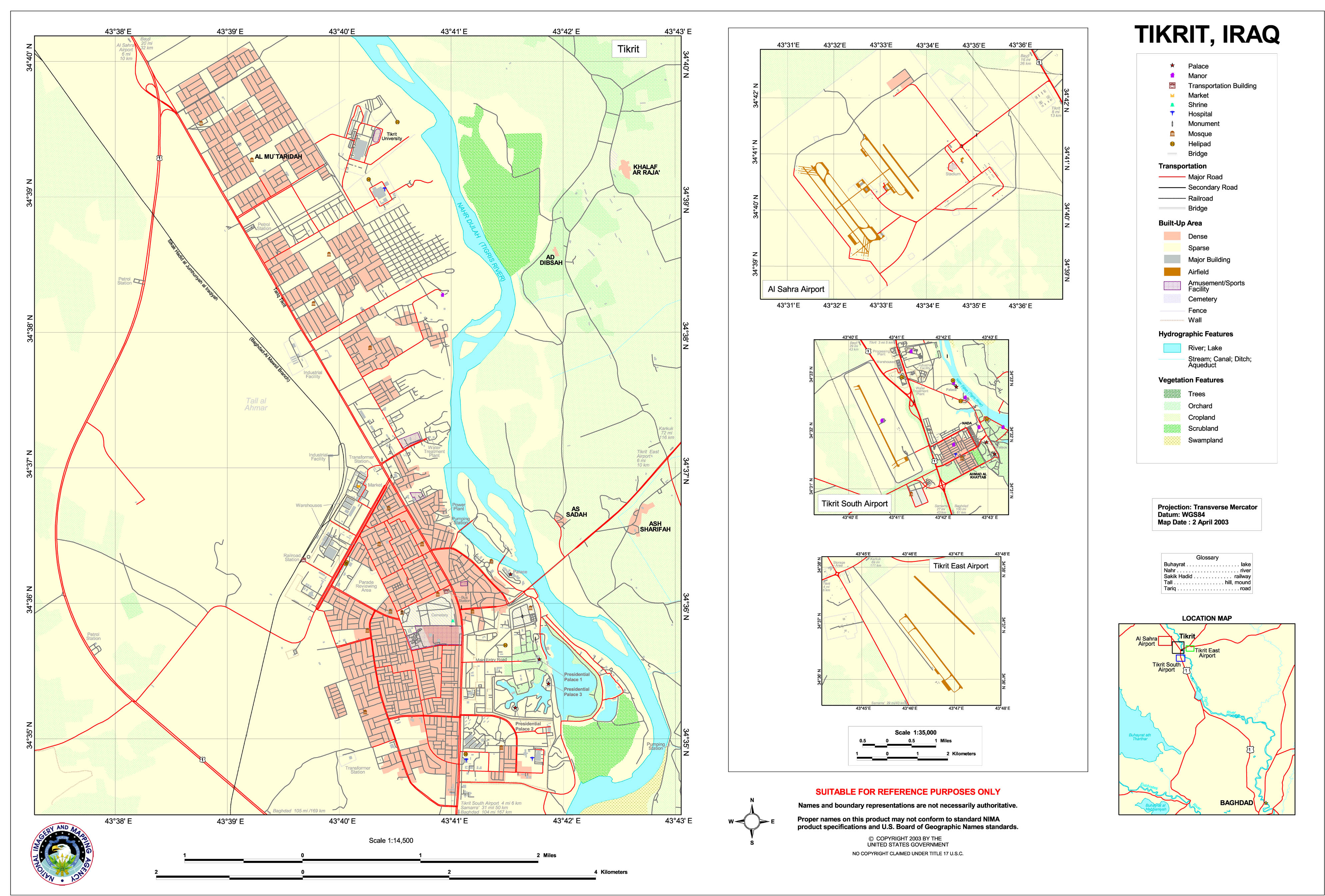
Mappa della città di Tikrit e dei suoi aeroporti, tra i quali Al Sahra (Camp Speicher). Courtesy of the University of Texas Libraries, The University of Texas at Austin.

L'installazione venne concepita come base principale dell'Accademia dell'Aeronautica militare irachena, col nome di Al Sahra, durante gli anni settanta, e sorse sul sito di una precedente base aerea, seguendo il concetto di “Super-base”, dottrina elaborata alla luce delle esperienze conseguite durante le guerre arabo-israeliane del 1967 e del 1973. La costruzione della base venne affidata ad aziende inglesi, alle quali, nei successivi anni ottanta, subentrarono altri specialisti dalla ex - Jugoslavia.
La base è dotata di due piste principali da 2.900 metri, ed una secondaria della lunghezza di 2.200 metri.
L'installazione è situata a circa 170 km a nord di Baghdad, vicino al fiume Tigri, e soprattutto alla città di Tikrit, storica roccaforte sunnita e terra di origine del dittatore iracheno Saddam Hussein.
Nel 2003 durante la Guerra d’Iraq (Seconda Guerra del Golfo) venne catturata dall'Esercito americano, ed adibita ad importante base operativa (contingency operating base - COB). Il nome venne cambiato dall'amministrazione militare americana in Camp Speicher, in onore del Capitano Michael Scott Speicher, la prima vittima statunitense della Guerra del Golfo (1991); tale denominazione è stata lasciata inalterata dall'amministrazione irachena, anche dopo che le forze armate americane hanno lasciato l'Iraq, fino all'agosto del 2014, quando il primo ministro Nouri Al-Maliki ha deciso di rinominare l'installazione in onore di Majid al-Tamimi, un generale iracheno morto mentre partecipava ad una missione su Sinjar. 
Durante l'occupazione americana, la base è stata sede del quartier generale del USF-N (United States Forces–North); dal 2003 al 2011 la base è stata adattata all'utilizzo da parte dell'esercito americano, con l'installazione di un gran numero di alloggi in container, oltre che di numerosi elementi distintivi delle basi militari americane (una grande mensa, impianti sportivi, esercizi commerciali e diversi fast food). Gli ultimi reparti delle forze armate statunitensi hanno abbandonato l'installazione nell'ottobre 2011, al termine dell'impegno americano in Iraq.
Dopo il ritiro degli USA, la base aerea di Camp Speicher è tornata nella disponibilità dell'Aeronautica militare irachena, che l'ha adibita ad aeroporto militare e centro di addestramento. Al mese di dicembre 2014, nonostante i ripetuti comunicati con cui l'ISIS ne rivendica la conquista, la base è ancora in mano alle forze armate regolari dell'Iraq.

## Il massacro di Camp Speicher
Gli avvenimenti precedenti al 12 giugno 2014 avevano destato grave preoccupazione in tutto l'Iraq, dal momento che l'avanzata dell'ISIS contro l'esercito regolare iracheno era apparsa subito inaspettatamente violenta. 

Un gran numero di reclute delle forze armate regolari irachene venne frettolosamente inviato alla base aerea di Camp Speicher, per fornire protezione, solo per scoprire, una volta arrivate, che le armerie della base erano vuote. 

Altre reclute affluirono invece a Camp Speicher da altre basi già sotto attacco o sotto la diretta minaccia dell'avanzata dell'ISIS, che erano state evacuate per evitare danni peggiori.

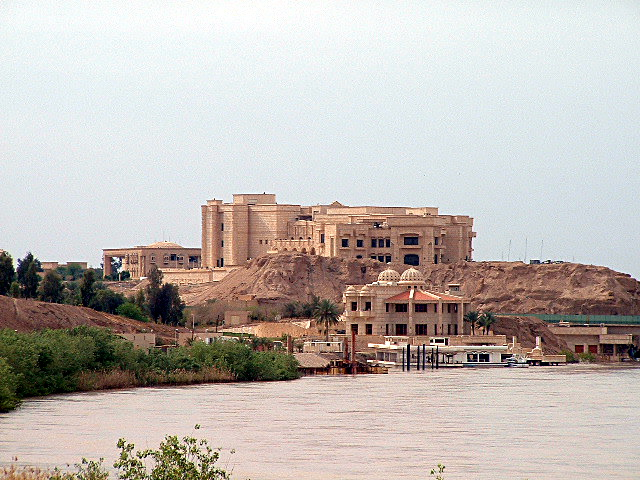
Il palazzo presidenziale di Tikrit

Per motivi non ancora completamente chiariti, nella mattinata del giorno 12 giugno 2014, numerose reclute abbandonarono la base, disarmate ed in abiti civili, incamminandosi a piedi verso la vicina città di Tikrit. Nei giorni successivi, sono stati diffusi resoconti riguardanti l'uccisione di circa 1.700 (il numero delle vittime è incerto) tra queste reclute. Il massacro sarebbe avvenuto prevalentemente a colpi di arma da fuoco, in esecuzioni di massa da parte di militanti dell'ISIS e di simpatizzanti sunniti avversi al regime di Nouri Al-Maliki.

### Il numero delle vittime
Secondo l'organizzazione Human Rights Watch, le immagini diffuse dall'ISIS, confrontate con fotografie acquisite dai satelliti di sorveglianza, hanno permesso di accertare un minimo di vittime tra le 560 e le 770 vite umane, anche se si tratta di una stima prudenziale. L'ISIS, dal canto suo, ha rivendicato un numero di esecuzioni pari ad almeno 1.700 vite umane. 

Il 22 giugno il ministro per i diritti civili iracheno Mohamed Shia Sudani ha dichiarato che non meno di 175 cadaveri di prigionieri sono stati gettati nel fiume Tigri, mentre molti altri sono stati sepolti in fosse comuni. 

Il 3 settembre successivo, il generale Qassim Atta, portavoce delle forze armate irachene, ha affermato che il numero di militari, già presenti nella base di Camp Speicher ed ora considerati dispersi, ammonterebbe a più di 11.000. 

Il 18 settembre il ministero per i diritti umani iracheno ha rilasciato una dichiarazione ufficiale, nella quale si riporta che 1.095 militari risulterebbero ancora dispersi a seguito dell'”attacco alla base Speicher”, anche se non è chiaro se tale cifra riguardi il computo totale delle vittime, o soltanto quelle per le quali non è ancora certa la sorte. 

Pur non sussistendo dubbi riguardo all'effettivo compimento di una strage nella città di Tikrit, l'effettiva entità del massacro è da considerare tuttora incerta.

### Uso dei social network da parte dello Stato Islamico
Nei giorni successivi, le immagini del massacro sono apparse nei mass media, suscitando sconcerto anche nel mondo arabo per la loro crudezza e per l'entità della strage. In particolare, già il 13 giugno un account Twitter presumibilmente appartenente ad un simpatizzante o affiliato all'ISIS, proclamava l'uccisione di un numero non inferiore a 1.700 sciiti. Nei giorni a seguire, circa 60 fotografie rappresentati scene dell'ammassamento dei prigionieri, dei viaggi verso i luoghi delle esecuzioni, nonché delle esecuzioni stesse, sono state inserite in vari social network da persone che presumibilmente hanno assistito alla strage. Altre immagini raffigurano prigionieri stipati nei cassoni di camion Navistar militarizzati o di veicoli commerciali.

Molte delle scene raffigurate nelle fotografie e nei filmati includono il vessillo nero dell'ISIS.

L'emblema dello Stato Islamico dell'Iraq e del Levante, spesso presente nelle fotografie pubblicate.

Spesso le immagini sono accompagnate da descrizioni che irridono le vittime (come ad esempio "Gli sporchi sciiti vengono uccisi a centinaia", "La liquidazione degli sciiti che scappavano dalla loro base", "Il destino degli sciiti di Maliki") . Una foto che raffigura prigionieri che si avviano verso uno dei luoghi delle esecuzioni, dove sono visibili uomini armati e mascherati che sembrano attenderli, è accompagnata dalla didascalia "Guardateli mentre vanno a morire spontaneamente". Un'altra immagine raffigura circa 200 prigionieri costretti a rimanere piegati in avanti con le mani legate dietro alla schiena, mentre uomini armati li sorvegliano; la foto è accompagnata da una didascalia che recita "Con una divisa addosso si sentivano leoni, ora invece sembrano soltanto degli struzzi".

L'uso propagandistico dei social network apparirebbe funzionale non solo ad abbassare il morale degli avversari, ma anche ad accrescere la sfiducia della parte sunnita moderata nel governo, e ad indurre il più alto numero possibile di militari sunniti a disertare dalle forze armate regolari.
Oltre a queste immagini, esistono anche riprese video pubblicate sul sito jihadista Welayat Salahuddin, che mostrano i prigionieri con le mani legate dietro alla schiena, obbligati a distendersi in tre diversi fossati, e successivamente trucidati a colpi di armi automatiche da militanti dell’ISIS, e da appartenenti ai clan tribali di Tikrit (questi ultimi spesso ripresi a volto scoperto).

Un altro video mostra una fila di prigionieri che vengono picchiati mentre transitano lungo una scala di cemento, in quello che apparirebbe con ogni probabilità l'edificio sede della polizia fluviale; nello stesso filmato la telecamera riprende poi un molo completamente ricoperto di quello che sembrerebbe sangue, sul quale le esecuzioni avvengono, a colpi di pistola alla testa, nei confronti di un prigioniero per volta.
L’esame del materiale fotografico, effettuato con l’ausilio di software specifico (Tungstène), ha permesso di accertare che non vi è stata alcuna significativa manipolazione delle immagini, a parte alcuni casi in cui i volti dei militanti sono stati resi irriconoscibili, o interventi minori di post produzione.
 
Tra il materiale di documentazione prodotto dagli stessi militanti dell'ISIS, è possibile vedere immagini di prigionieri che indossano divise militari sotto a tute sportive o altri abiti civili. 
Sono presenti in rete anche diversi filmati che mostrano lunghissime file di prigionieri, mentre entrano a piedi nei sobborghi di Tikrit.

### Identificazione dei siti
Dalle immagini diffuse, è stato possibile rilevare che le esecuzioni sono avvenute in diversi luoghi, alcuni dei quali chiaramente riconoscibili (come ad esempio il comando della Polizia Fluviale ed il Palazzo Verde di Tikrit).

L'organizzazione Human Rights Watch, attraverso il confronto tra il materiale pubblicato e le immagini satellitari disponibili, è giunta all'identificazione di altri luoghi, come ad esempio il Water Palace, il deposito di automezzi governativo sulla strada n. 24, la moschea Saladdin Al Ayubi, nel cui cortile si ritiene sia stato trucidato un gruppo di 250 - 400 prigionieri attorno alle ore 9,30 (del 12 o del 13 giugno). 
Le immagini satellitari mostrerebbero anche che nell'area del palazzo il terreno sia stato movimentato, suggerendo l'ipotesi di fosse comuni.
 
Alcuni filmati, pubblicati nelle reti di social network dai militanti dell'ISIS e dai loro simpatizzanti, mostrano lunghe file di prigionieri sospinti brutalmente verso l'edificio della Polizia Fluviale, nel cui molo verranno poi giustiziati uno ad uno con un colpo di pistola alla testa, ed i cadaveri gettati nel fiume. L'orario approssimativo di tali esecuzioni, basato sull'analisi della lunghezza delle ombre, va dalle 18,30 alle 19,00 del 12 giugno.

In seguito alla liberazione di Tikrit, all'inizio del mese di aprile 2015, da parte delle forze armate regolari irachene, è stata riportata la scoperta di diverse fosse comuni, le quali presumibilmente contengono i resti delle vittime del massacro.

### Testimonianze
Sui motivi per cui un così grande numero di reclute abbia lasciato la base, appena un giorno dopo la caduta di Tikrit in mano all'ISIS, sono state avanzate molte ipotesi.

Secondo il politico iracheno Misha'an al-Juburi (già membro del partito Ba'ath ed attualmente rappresentante della coalizione parlamentare Al-Arabiya), furono gli stessi ufficiali superiori presenti nella base a concedere alle reclute un periodo di licenza di 15 giorni da trascorrere con le famiglie. Lo stesso Juburi ammette comunque che le informazioni raccolte sono contraddittorie, dal momento che gli ufficiali della base hanno dichiarato che le reclute uscirono da Camp Speicher di loro iniziativa, senza alcun ordine in tal senso.
Gli allievi, dopo essersi incamminati lungo l'autostrada in cerca di autobus o altri mezzi di trasporto per arrivare a Baghdad, vennero raggiunti da due veicoli con a bordo dieci uomini armati, guidati da uno dei figli di Sabawi Ibrahim al-Tikriti (fratellastro di Saddam Husseini). Dopo avere rassicurato le reclute, affermando di non appartenere all'ISIS ma alle tribù di Tikrit, gli uomini armati le avrebbero convinte a seguirli con la promessa di autobus che li avrebbero condotti a Baghdad. Invece vennero presto raggiunti da numerosi altri veicoli con militanti armati, che li costrinsero a raggiungere il palazzo presidenziale, dove poi avvenne il massacro.
Gli eventi relativi al 12 giugno sono stati riportati in prima persona da parte di tre testimoni, Hassan Khalil Shalal, Mohammed Majul Hamoud, e Ali Hussein Kadhim, tutti prigionieri sopravvissuti alla strage; anche se è stato notato che tali testimonianze divergono in alcuni punti, i testimoni concordano nell'affermare che furono gli ufficiali al comando della base ad ordinare alle reclute di uscire dal perimetro fortificato di Camp Speicher, assicurandole sul fatto che la strada era sicura e che il generale Ali al-Freiji (comandante militare della provincia) aveva raggiunto un accordo con le tribù della zona.
Hassan Khalil Shalal, uno dei sopravvissuti alla strage, ha dichiarato all'agenzia Reuters che furono gli ufficiali di grado più elevato a costringere le reclute (circa 4.000 soldati) ad uscire dalla base, disarmati ed in abiti civili, rassicurandoli sul fatto che l'intera zona era ancora tranquilla e la strada era sorvegliata fino alla città di Samarra da tribù sunnite leali al governo. Mohammed Majul Hamoud, un altro superstite, ha dichiarato che molti, tra coloro che abbandonarono la base, lo fecero anche per la pressione psicologica dovuta alle voci relative ad presunto imminente attacco dell'ISIS all'installazione, attacco che non poteva essere fronteggiato in quanto nella base non ci sarebbero state armi a sufficienza; tali voci sarebbero state diffuse al preciso scopo di convincere il maggior numero di militari ad abbandonare l'installazione.
Funzionari governativi hanno successivamente smentito che sia mai stato dato l'ordine di uscire dalla base. Esistono riprese video che sembrerebbero confermare il fatto che, almeno ai livelli inferiori, si cercò di impedire alle reclute di uscire dalla base.
Secondo la testimonianza di Mohammed Majul Hamoud, nella tarda mattinata del 12 giugno, dopo che il generale generale Ali al-Freiji aveva abbandonato la base, alcuni membri delle tribù sunnite di Tikrit entrarono a Camp Speicher, rassicurando i soldati ed offrendosi di scortarli fino a Samarra; così diverse migliaia di reclute uscirono dalla base, disarmate ed in abiti civili, incamminandosi lungo l'autostrada che conduce alla città di Tikrit. Le versioni dei sopravvissuti variano, anche in considerazione del fatto che gli avvenimenti interessarono gruppi separati di prigionieri, e quindi non tutti tra loro hanno assistito ai medesimi eventi.
Così, secondo Mohammed Majul Hamoud, giunti agli edifici dell’Università di Tikrit, gli uomini delle tribù sunnite che li avevano accompagnati smisero di comportarsi amichevolmente, e sotto la minaccia delle armi costrinsero i prigionieri a distendersi faccia a terra, legandoli o ammanettandoli. Lo stesso Hamoud riferisce che, nel frattempo, le automobili di passaggio rallentavano per osservare la scena senza che nessuno intervenisse, e che, anzi, diversi civili dimostrarono simpatia per i rapitori, incitandoli ad uccidere tutti gli sciiti catturati. Inoltre molti abitanti della città si dedicarono alla ricerca dei fuggiaschi che avevano cercato di nascondersi nei dintorni e lungo la strada, catturandone un gran numero. Una volta legati, vennero privati delle scarpe, dei documenti di identità e di ogni cosa di valore. Dopo essere stati depredati, vennero presi in consegna da militanti dell’Isis, i quali li costrinsero a raggiungere a piedi il vecchio palazzo presidenziale di Saddam, distante 20 km. Qui, nel terreno antistante il palazzo, era stato concentrato un gran numero di prigionieri, soggetti ad un trattamento brutale, picchiati duramente e privati di cibo ed acqua; ognuno di loro venne sottoposto ad un rapido interrogatorio, al fine di accertare se la sua fede religiosa fosse sunnita o sciita.
Dopodiché, tutti i prigionieri per i quali era stata accertata l’appartenenza alla confessione sciita vennero fatti salire su camion e portati in diverse zone della città.
Il superstite Mohammed Majul Hamoud, sciita, ha dichiarato di essere riuscito ad evitare l’esecuzione fingendo di appartenere alla tribù beduina di Shummar, dalla città sunnita di Baiji, mentre il fratello ed alcuni cugini sono stati portati via insieme a tutti gli sciiti. Sempre secondo il resoconto di Hamoud, al sopraggiungere del tramonto, delle diverse centinaia di prigionieri che erano stati raggruppati fuori dal palazzo presidenziale, erano rimasti soltanto in 20, poi ridotti a 11 a seguito di ulteriori esecuzioni sommarie.
Ali Hussein Kadhim, il terzo superstite (e per un certo periodo ritenuto l’unico ad essere scampato alla strage), in un’intervista al New York Times ha riferito che, quando Tikrit cadde nelle mani dell'ISIS, il panico si diffuse a Camp Speicher, ed i suoi diretti superiori a fuggirono dalla base ancora prima che l'ISIS arrivasse, proprio come era accaduto a Mosul, lasciando le reclute prive di ordini e di guida. Tale circostanza apparirebbe tuttavia in contrasto con le altre testimonianze, secondo le quali la catena di comando era ancora presente nella base, ed anzi sarebbero stati proprio i vertici della gerarchia a dare l'ordine di lasciare Camp Speicher per una licenza.
Nella testimonianza di Ali Hussein Kadhim, circa 3.000 reclute, sotto la pressione del panico crescente, decisero autonomamente di lasciare l'installazione, indossando abiti civili. Il suo gruppo, appena prima di arrivare a Tikrit fu intercettato da un gruppo di circa 50 guerriglieri su veicoli blindati, che li convinsero a salire su autocarri che li avrebbero portati, secondo le loro parole, fino a Baghdad; invece furono condotti al palazzo presidenziale di Tikrit, nelle cui vicinanze, nel corso delle successive 3 giornate, vennero tutti trucidati. Lo stesso Ali Hussein Kadhim si salvò fingendosi morto e nascondendosi tra i cadaveri in una delle trincee dove avvennero le esecuzioni, fuggendo poi nottetempo attraverso il fiume Tigri. Tale resoconto dei fatti non appare tuttavia completamente attendibile, soprattutto con riferimento al fatto che secondo Kadhim gli ufficiali avrebbero abbandonato la base, mentre nella realtà la base è ancora oggi saldamente in mano alle forze armate irachene.

## Motivazioni politiche
Da un punto di vista strategico, la strage apparirebbe funzionale ad un disegno divisivo volto all'inasprimento dei conflitti settari che dilaniano l'Iraq, nell'annosa contrapposizione tra sunniti e sciiti, che non sembra aver trovato composizione neppure con un governo federale di unità nazionale. Inoltre è stato rilevato che responsabili del massacro non sarebbero soltanto i membri dell'ISIS, ma anche diverse decine di simpatizzanti ed ex appartenenti al partito Ba'ath di Saddam Husseini.
Il leader dello Stato Islamico, Abu Bakr Al-Baghdadi, in una dichiarazione rilasciata pochi giorni dopo, ha lasciato intendere che l'ISIS non teme l'intervento militare americano, ma anzi lo sta aspettando. Dichiarazioni di tale tenore potrebbero essere un indizio del fatto che i massacri sarebbero perpetrati per costringere gli Stati Uniti ad un intervento militare. L'immagine dell'amministrazione Obama è in ogni caso gravemente danneggiata da fatti di sangue di questa portata, dal momento che la decisione di abbandonare l'Iraq nel 2011, prima che il processo di pacificazione fosse ultimato, ha attirato forti critiche, anche interne.

## Critiche al governo
Il 2 settembre 2014 un gruppo di circa 200 parenti dei militari dispersi ha fatto irruzione nell'edificio del parlamento a Baghdad, protestando per la mancanza di notizie certe e per la totale impunità garantita ai vertici militari, colpevoli, secondo una voce insistente, di avere abbandonato la base e le reclute al loro destino. 

Il comandante delle operazioni nella provincia del Salah al-Din, Ali al-Fariji, ha dichiarato il giorno dopo, in occasione di una riunione al parlamento, che “ufficiali di gradi molto elevati abbandonarono la base Speicher e si diressero verso direzioni sconosciute appena [l'ISIS] entrò a Mosul”.

Lo stesso 3 settembre 2014 il Rappresentante Speciale in Iraq del Segretario Generale delle Nazioni Unite, Nickolay Mladenov, ha chiesto ufficialmente al governo federale iracheno di fare luce sugli avvenimenti. 

Alla fine del mese di novembre 2014 erano già state tratte in arresto più di 160 persone coinvolte a vario titolo nel massacro, ed identificate grazie all'arresto di 5 persone che erano state riconosciute dai filmati ed dalle immagini pubblicate.